# Кудільєро
Кудільєро (ісп. Cudillero, аст. Cuideiru) — муніципалітет в Іспанії, у складі автономної спільноти Астурія. Населення — 5797 осіб (2009).
Муніципалітет розташований на відстані близько 400 км на північний захід від Мадрида, 33 км на північний захід від Ов'єдо.
Муніципалітет складається з таких паррокій: Бальйота, Кудільєро, Фаедо, Новельяна, Овіньяна, Піньєра, Сан-Хуан-де-Піньєра, Сан-Мартін-де-Луїнья, Сото-де-Луїнья.

## Демографія
Динаміка населення (INE ):

## Уродженці
- Естебан Гутієррес Фернандес (*1960) — відомий у минулому іспанський футболіст, захисник.

## Галерея зображень

Розташування муніципалітету
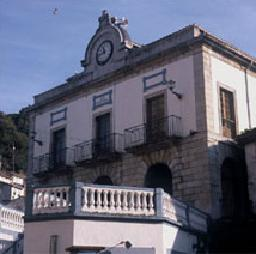
Муніципальна рада
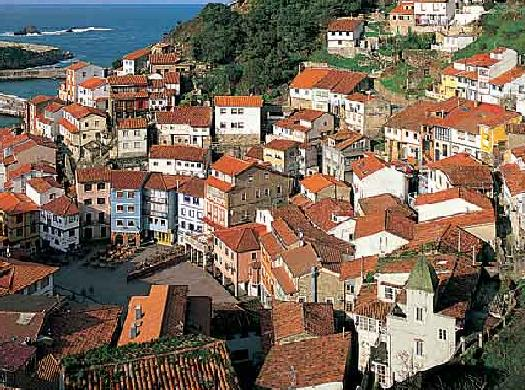
Кудільєро